# 徐光啓

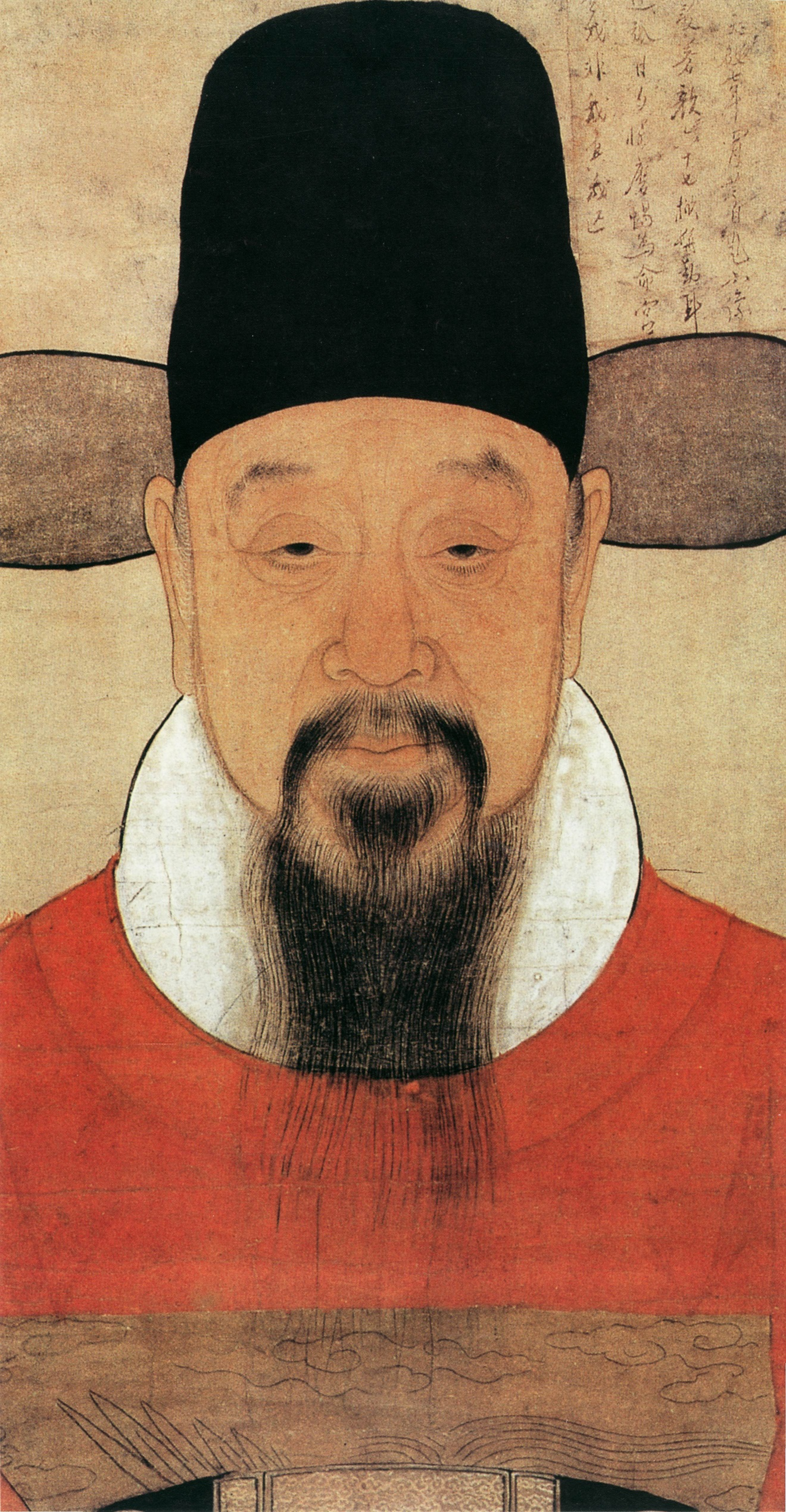
徐光啓の像

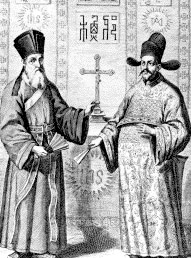
マテオ・リッチと徐光啓（キルヒャー『中国図説』）

徐 光啓（じょ こうけい、嘉靖41年3月21日（1562年4月24日） - 崇禎6年10月7日（1633年11月8日））は、明代末期の中国の暦数学者。有名なキリスト教徒。字は子先、号は玄扈、洗礼名はパウルス（Paulus）。

## 略歴
上海青浦の出身。博学多才であり、学問に専心し1597年の郷試に首席で合格する。1599年にマテオ・リッチ（利瑪竇）の名を聞いて南京に行って教えを受け、1603年にジョアン・ダ・ロシャ（羅如望）の手で洗礼を受け、キリスト教徒となる。その後、進士に及第し、翰林院庶吉士となり、リッチとの交際が深まるとともに、いわゆる洋学の知識も広くなった。天文学・地理・物理・水利・暦数などについてのリッチの口授を翻訳・筆記・公刊をした。特に『ユークリッド原論』を訳した『幾何原本』6巻（『四庫全書』に収める）が、一番早く脱稿したものである。また、ディエゴ・デ・パントーハ（龐迪我）『七克』7巻を著すのを助けた。
1610年にリッチが亡くなり、1623年に礼部右侍郎に任命されたが、魏忠賢派の智鋌に弾劾されて野に下る。1628年にふたたび召されて左侍郎に任命され、尚書に昇進する。当時、崇禎帝が日食の観測を誤ったとして天文台の役人を罰しようとしたところ、徐光啓は「これは郭守敬の暦法による誤りである。元の時代にすでに、日食があるべき時に日食にならなかったことがあった。今日、天文台の観測が誤っても怪しむに足らない。暦法を修正しなければならないのである」と言った。帝はこの言葉に従い、宣教師のニコロ・ロンゴバルディ（竜華民）とヨハン・シュレック（鄧玉函）を召して暦法を推算させ、徐光啓にその監督を命じた。1632年に多くの暦書を献じ、翌年5月に東閣大学士を兼ねて、枢機に参与する。そして太子太保の位を加えられ、文淵閣に列せられた。経済の才に富み、この知識を世のために用いようと志したが、周延儒・温体仁などの専制により建白することができず、そのまま世を去る。

## 学問
日本にも大きな影響を与えた農書『農政全書』など、著書や翻訳書は多数であり、中でも有名なのがイエズス会士アダム・シャール（湯若望）の協力によって刊行した暦法書『崇禎暦書』である。これには中国に実質的に初めて三角関数法(八角法)を導入した、羅雅谷による1631年の『測量全義』
や、鄧玉函の 『大測』と『割圓八銭表』が収録された。彼は西洋の諸科学を輸入することに多くの功績を残したが、他方熱心なカトリック教徒であり、リッチやロンゴバルディの伝道事業を援助した。徐光啓はカトリックの教えは儒教を補うものと考えており、そのため迫害を蒙らずに、高位に昇ることができた。

## 参考
- 『明史』251